# Gladiolus gregarius
Gladiolus gregarius är en irisväxtart som beskrevs av Friedrich Welwitsch och John Gilbert Baker. Gladiolus gregarius ingår i släktet sabelliljor, och familjen irisväxter. Inga underarter finns listade i Catalogue of Life.